# Pařez (hrad)
Pařez je zřícenina hradu jihozápadně od Pařezské Lhoty u Holína v okrese Jičín v Královéhradeckém kraji. Nachází se v Jičínské pahorkatině u severozápadního okraje Prachovských skal v chráněné krajinné oblasti Český Ráj. Pozůstatky hradu jsou chráněny jako kulturní památka.
Hrad byl osídlen v době od konce čtrnáctého do první čtvrtiny patnáctého století a několik stručných zmínek jej spojuje s rodem pánů z Pařezu. Jádrem hradu byl skalní útvar s několika ve skále vytesanými světničkami. Na vrcholové plošině skály opevněné hradbou stál palác a k boku skaliska je přiložena částečně dochovaná věž. Hrad zanikl násilným způsobem v době husitských válek.

## Historie
Podle archeologických nálezů byl Pařez založen na konci čtrnáctého století. První písemná zmínka o něm pochází z roku 1403, kdy byl jako držitel uveden Jan z Pařezu. August Sedláček jej považoval za potomka Petra z Pařezu, připomínaného v roce 1372, který mohl být zakladatelem hradu. Pařez pravděpodobně zanikl během husitských válek, protože v roce 1430, kdy byl majetkem Ctibora z Pařezu, už byl zříceninou. Je možné, že byl dobyt husity roku 1424. Hypotézu o násilném zániku dokládá na hradě nalezená kamenná koule do bombardy.

## Archeologie

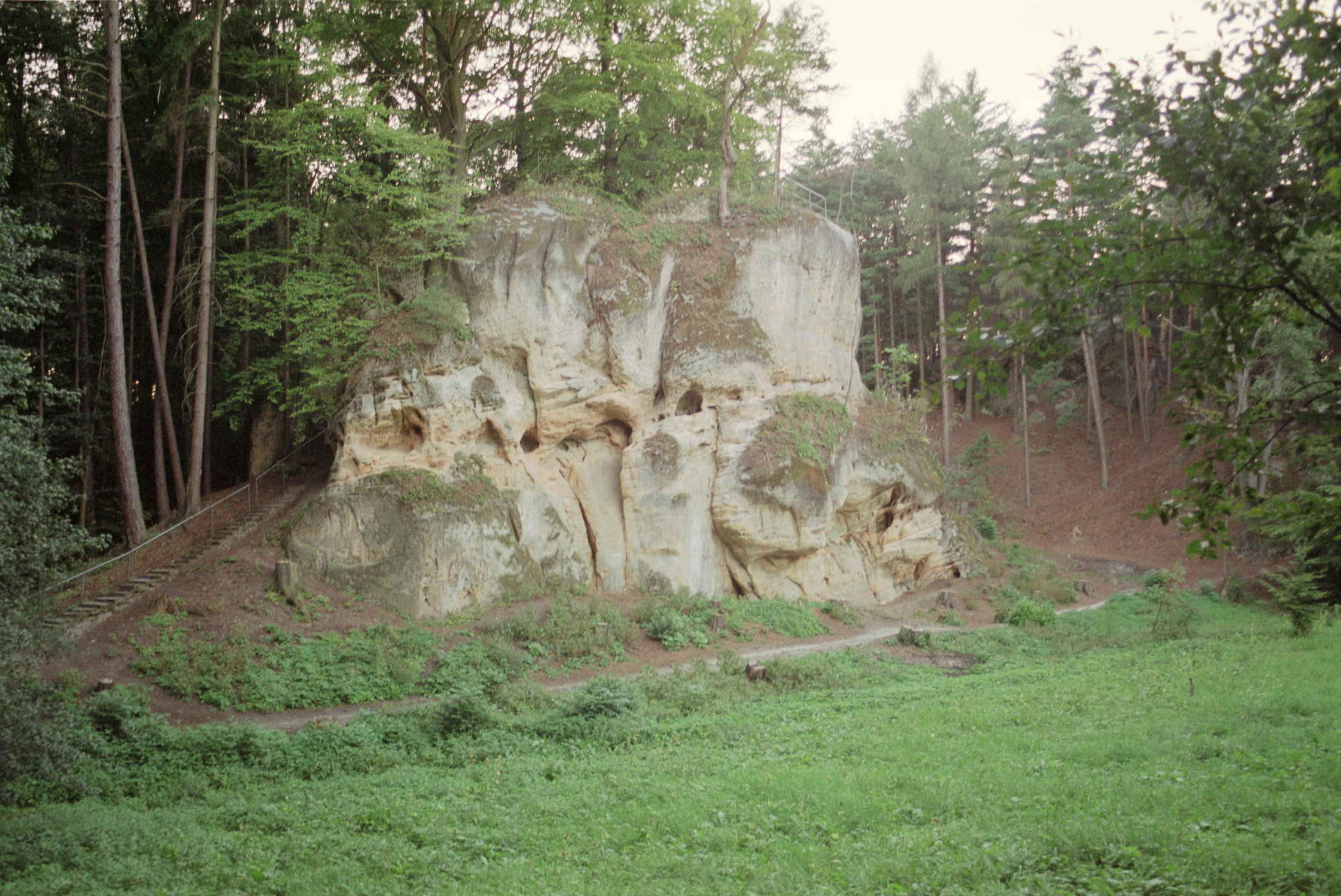
Skalní útvar se zbytky hradu

Jediný archeologický výzkum na hradě, přesněji na úpatí skalního útvaru, v roce 1972 provedli Jiří Waldhauser a V. Weber, kteří nalezli keramiku z konce čtrnáctého až první poloviny patnáctého století. V Regionálním muzeum a galerii Jičín a v Muzeu východních Čech je uložena řada artefaktů získaných na hradě při archeologických výzkumech, povrchových sběrech nebo úpravách zříceniny. Kromě souboru keramických zlomků nádob patří k nálezům keramické chrastítko, keramický čtyřlaločnatý knoflík pokličky, železný článek řetězu, olověný kotouček nejasné funkce (snad hrací kámen), kostěný kotouček zdobený vířivou rozetou (snad intarzie dřevěné skříňky) a kamenné závaží, které mohlo sloužit k uzavírání dveří.

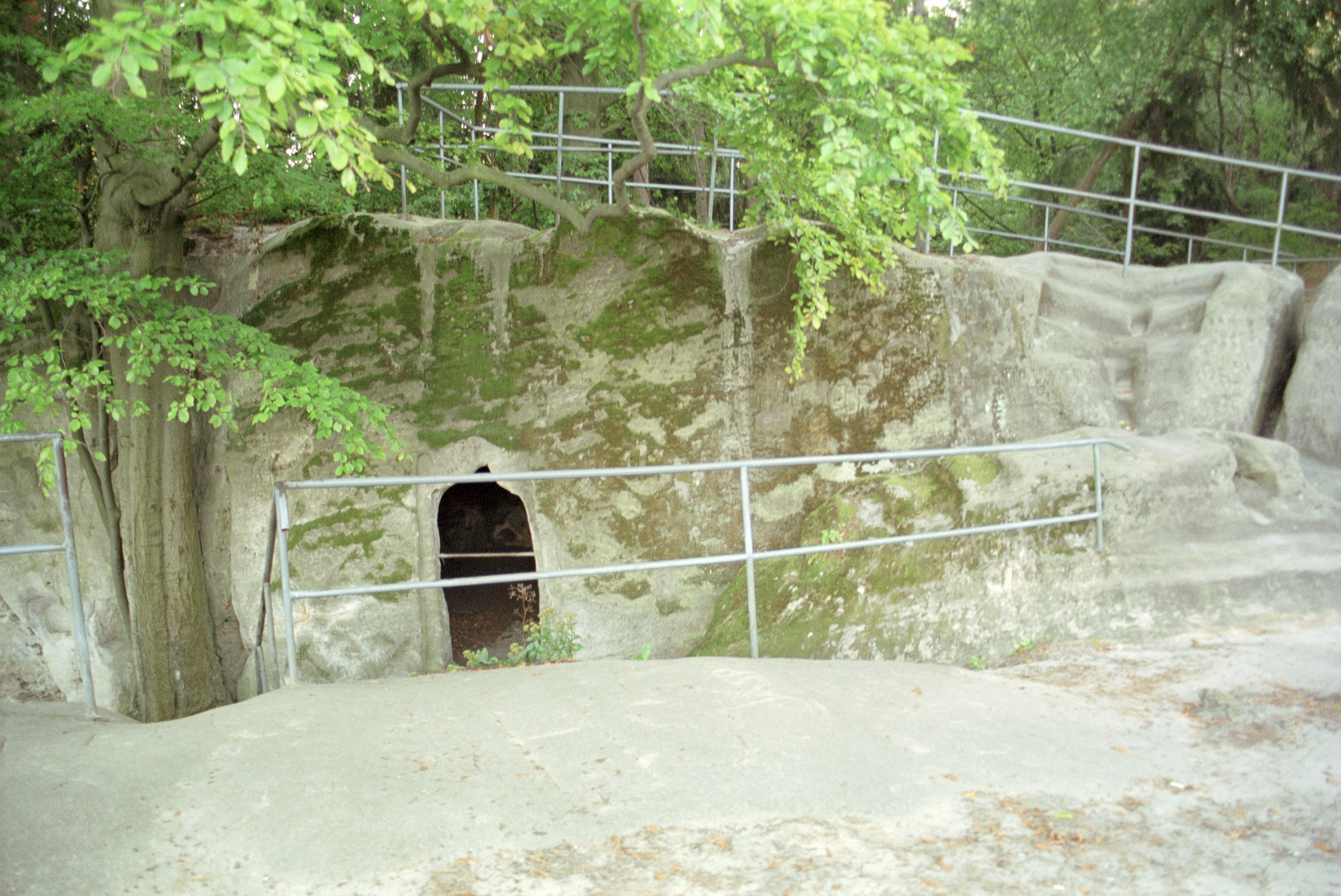
Vrcholová plošina skály

Před rokem 1932 bylo na hradě na hradě nalezeno několik artefaktů laténské kultury (spona, skleněné korálky, mince, keramika) a v roce 1942 soubor železných předmětů (brousky, hřebíky, přezka, pláty z brnění, kovářský průbojník), který může být pozůstatek kovářské dílny. Ve věži byl údajně nalezen depot pražských grošů z doby Václava IV., ale nález je nezvěstný.

## Stavební podoba

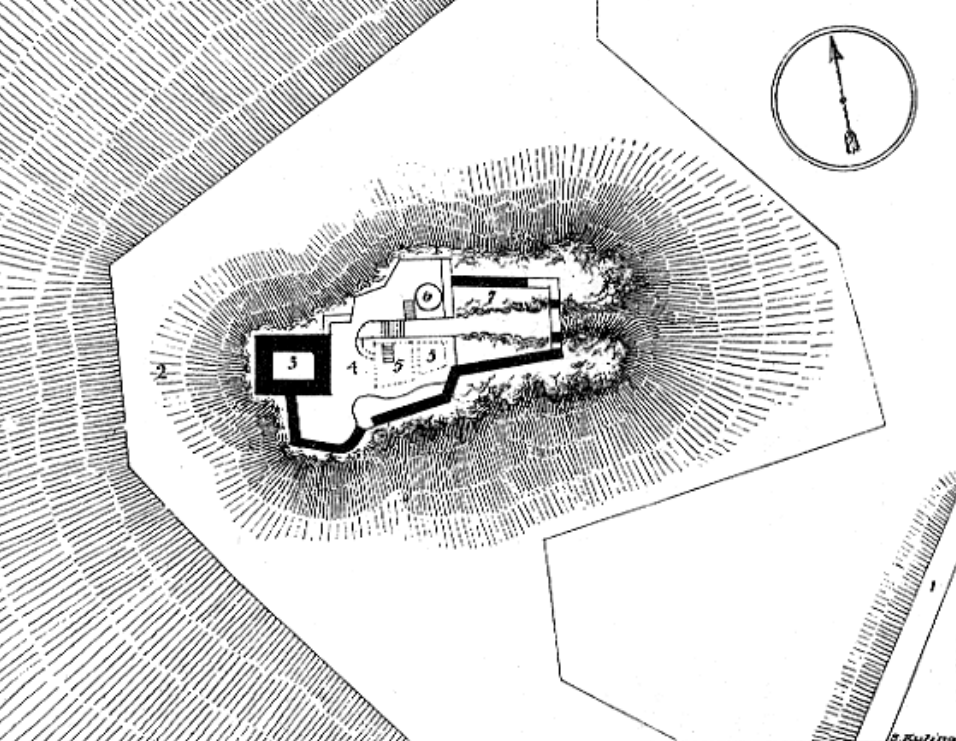
Půdorys hradu od Baltazara Kutiny publikovaný roku 1887

Za staveniště hradu byla zvolena osamělá pískovcová skála, jejíž obranyschopnost nejspíš původně posilovaly hráze, které umožnily zatopení okolí vodou. Přístup k vlastnímu hradu umožňovala spára, která skalní útvar dělí na dvě části. Horní obvod skal byl lemován zděnou hradbou a podstatnou část vrcholové plošiny zaujímal palác postavený patrně z hrázděného zdiva. Dochovaly se z něj pouze základové drážky se stopami zdiva a malty. Uvnitř skalních bloků bylo vytesáno několik světniček s napodobeninami valené klenby. Na západní straně vystupuje z obvodu hradu torzo čtverhranné věže, původně vybavené technologií padacího můstku pro pěší. Případný vstup ve věži by však vyžadoval rozsáhlé terénní úpravy nebo vybudování náročné konstrukce, a proto se pravděpodobně nikdy nepoužíval.
Východně od hradu, na druhé straně údolí, se nachází místo možného obléhacího tábora. Jeho existence není jistá, ale prostor, částečně poničený rekreačními objekty, je obehnán příkopem a vnějším valem.

## Přístup
Zřícenina hradu stojí u silnice z Pařezské Lhoty do Blat, po níž je značena cyklistická trasa č. 14. Z Pařezské Lhoty k ní vede zeleně značená turistická trasa a kolem prochází červeně značená trasa z Prachova přes Prachovské skály do Mladějova.